# Бажанов, Валентин Александрович
Валентин Алекса́ндрович Бажа́нов (род. 10 января 1953, Казань) — советский и российский философ, доктор философских наук, заслуженный деятель науки Российской Федерации.

## Биография
В 1975 году с отличием окончил Казанский университет, а затем аспирантуру кафедры философии там же. В 1979 в Ленинградском университете защитил кандидатскую диссертацию по теме «Логико-гносеологический анализ проблемы полноты формализованного знания». В 1979—1986 годах был ассистентом, затем доцентом кафедры философии Казанского университета. В 1987—1988 — старший научный сотрудник, прикреплённый к Институту философии АН СССР для завершения работы над докторской диссертацией; в 1989 защитил её по теме «Виды и уровни рефлексии в современном физико-математическом естествознании». С 1990 по 1993 год — профессор кафедры философии Казанского университета; в 1991 году получил учёное звание профессора. С 1993 по 1995 В. А. Бажанов являлся деканом факультета гуманитарных наук и социальных технологий филиала МГУ в Ульяновске (ныне УлГУ), с 1994 по 1995 — проректором-организатором Российско-Американского колледжа. В это же время Бажанов становится заведующим кафедрой философии УлГУ, заведующим кафедрой гуманитарных и социальных дисциплин Ульяновского высшего училища гражданской авиации (института), а также научным сотрудником Института истории естествознания и техники РАН.
В 2002 году В. А. Бажанов избран членом-корреспондентом, а в 2009 — действительным членом Международной академии философии науки (Academie Internationale de Philosophie des Sciences) в Брюсселе. В 2004 году ему было присвоено звание заслуженного деятеля науки Российской Федерации.
С 2006 по 2008 — член Общественной палаты Ульяновской области.
С 1996 по 2005 год был членом экспертного совета по философии РГНФ и с 2004 по 2010 год экспертного совета по философии РФФИ. Входит в состав экспертного совета ВАК РФ по философии, социологии и культурологии (с 2018).
Член редколлегии международного журнала THE REVIEW OF MODERN LOGIC (former MODERN LOGIC), журналов «Вопросы философии», «Известия вузов Поволжья. Гуманитарные науки», «Рефлексивные процессы и управление», «Кантовского сборника», а также редакционного совета журнала «Эпистемология и философия науки».
Лауреат первой премии Всесоюзного конкурса АН СССР и Министерства высшего образования СССР молодых ученых по общественным наукам в 1985, лауреат первой премии конкурса на лучшую научную работу Казанского университета в 1990, лауреат первой премии Ученого Совета филиала МГУ в Ульяновске на лучшую научную работу в 1995, Международного научного фонда в 1994, гранты РГНФ, РФФИ, МИОНа, British Academy Fellow в 1998, Lakatos Research Fellowship в 2007—2008.
В. А. Бажановым подготовлено 17 кандидатов и докторов наук, которые защищали диссертации в Москве, Казани, Нижнем Новгороде, Самаре, Уфе. Им опубликовано 8 монографий без соавторов, 3 в соавторстве и 450 научных публикаций.
Книга В. А. Бажанова «Н. А. Васильев и его воображаемая логика. Воскрешение одной забытой идеи». М.: Канон +, 2009. — 240 с. (опубликованная по издательскому гранту РФФИ) вошла в 50 лучших книг российских писателей, изданных в 2009 г., по версии Ex Libris Независимой газеты (25 книг в разделе Non-Fiction).

## Основные работы
Книги
- Проблема полноты квантовой теории: поиск новых подходов (философский аспект). Казань: Изд-во Казан. ун-та, 1983. 104 с. Рец.: Философские науки, 1984, № 4; Вопросы истории естествознания и техники. 1986, № 3.
- Николай Александрович Васильев (1880—1940). М.: Наука, 1988. 144 с. (Научно-биографическая серия) Рец: Вечерняя Казань, 1988, 29 окт.; Вопросы истории естествознания и техники, 1988. № 4. С. 154—155; Философские науки, 1989. № 9. С. 142—143; Вопросы философии, 1989. № 9. С. 170—171; Наука в СССР, 1990. № 6. С. 82-87; Философска мисъл (Болгария), 1990. № 6. С. 148—151; History and Philosophy of Logic, 1990, vol. 11, p. 105—107; Boletim da sociedade paranaense de mathematica, 1990, vol. 11/N. 1, p. 51-53; Modern Logic, 1990, vol. 1, N. 1, p. 71082; Metalogicon, 1992, vol. 5. N. 3, p. 64-65.
- Наука как самопознающая система. Казань: Изд-во Казан. ун-та, 1991. 184 с. Рец.: Вопр. философии, 1993. № 6. С. 122—123.
- Прерванный полет. История «университетской» философии и логики в России. М.: Изд-во Москов. ун-та, 1995. 109 с. Рец.: Вечерняя Казань, 05.09.95; Казанский университет, 1995. № 18.
- Николай Александрович Васильев (1880—1940). Казань: Изд-во Казан. ун-та, 2002. — 20 с.
- Очерки социальной истории логики в России. Симбирск-Ульяновск, Изд-во Средневолжского научного центра, 2002. — 124 с. Рец.: The Bulletin of Symbolic Logic, 2004, vol.10, № 4.
- Восприятие Британской социально-философской мысли в России (XIX — начало XX вв.). Ульяновск: Изд-во Ульяновского ун-та, 2005. — 96 с.
- История логики в России и СССР. Концептуальный контекст университетской философии. М.: Канон+, 2007. — 336 с. ISBN 5-88373-032-9.
- Артемьева Т. В., Бажанов В. А., Микешин М. И. Рецепция британской социально-философской мысли в России XVIII—XIX вв. / Учебное пособие. СПб.: СПб центр истории идей, 2006. — 138 с. (гриф УМО по направлениям педагогического образования Мин-ва образования и науки РФ).
- Н. А. Васильев и его воображаемая логика. Воскрешение одной забытой идеи. М.: Канон +, 2009. — 240 с. ISBN 978-5-88373-196-8.
- Логика в университетском образовании. К.: Видавничо-поліграфічний центр «Київський університет», 2012 (соавт. Кобзарь В. И., Конверский А. Е., Маркин В. И., Хоменко И. В.).
- Инновационный потенциал науки. Эпистемологический анализ. — М.: «Канон+», РООИ «Реабилитация», 2013. — 304 с. (в соавт.). ISBN 978-5-88373-326-9.
- Логико-гносеологическое направление в отечественной философии (первая половина XX века): М. И. Каринский, В. Н. Ивановский, Н. А. Васильев / под ред.: В. А. Бажанова. — М.: Российская политическая энциклопедия (РОССПЭН), 2012. — 423 с. : ил. — (Философия России второй половины XX в.). (В соавт.). ISBN 978-5-8243-1695-7.
- Трансдисциплинарность в философии и науке: подходы, проблемы, перспективы / Ред. В. А. Бажанов, Р. Шольц. М.: Навигатор, 2015. 564 с.
- Коммуникативный универсум духовной культуры / М. Н. Эпштейн, В. А. Бажанов, Б. Л. Губман, С. Н. Гавров, И. Э. Клюканов, Е. Б. Рашковский, И. Семецки, В. В. Томашов, Г. Л. Тульчинский. — М.: РосНОУ, 2015. — 288 с. ISBN 978-5-89789-104-7

Статьи
- К вопросу о структуре физической реальности (логико-алгебраические аспекты) // Наука в социальных, гносеологических и ценностных аспектах. М.: Наука, 1980. С. 188—201 (с А. И. Панченко).
- ЭПР-парадокс и основания квантовой физики // Философия и основания естественных наук. М.: ИНИОН АН СССР, 1981. С. 45-73.
- Теоремы Гёделя и проблема соотношения естественного и искусственного интеллекта // Математизация естественнонаучного знания: пути и тенденции. Казань: Изд-во Казан. ун-та, 1984. С. 49-59.
- Метатеоретические исследования и рефлексивность научного знания // Вопросы философии. 1985. № 3. С. 122—125.
- Квантово-механический подход к проблеме сознания // Материя и сознание. М,: ИНИОН АН СССР, 1985. С. 139—152.
- Аргументация, доказательство и нормы науки. Этический и психологический подтекст дискуссии Бора и Эйнштейна // Философские проблемы аргументации. Ереван: Изд-во АН Арм. ССР, 1986. С. 427—436.
- Интерпретация квантовой теории: уроки, проблемы, перспективы // Материалистическая диалектика и пути развития естествознания. Л.: Изд-во Ленинград. ун-та, 1987. С. 21-35.
- Геракл в колыбели: значение логических идей Н. А. Васильева для современной логики // Современная математика: методологические и мировоззренческие аспекты. Ч. 1. М.: — Обнинск, 1987. С. 261—273.
- Логика научного познания и логика абстракций в аспекте интервальной семантики // Логика научного познания. Актуальные проблемы. М.: Наука, 1987. С. 208—230. (с М. М. Новоселовым).
- Н. А. Васильев и оценка его логических идей Н. Н. Лузиным // Вопросы истории естествознания и техники, 1987. № 2. С. 79-86.
- У истоков современной неклассической логики // Закономерности развития современной математики. М.: Наука, 1987. С. 201—208
- О попытках формального представления воображаемой логики Н. А. Васильева // Методологический анализ оснований математики. М.: Наука, 1988. С. 142—147.
- К вопросу о развитии параконсистентной (паранепротиворечивой) логики // Философские науки, 1989. № 9. С. 63-64.
- Н. А. Васильев: жизнь и творчество // Н. А. Васильев. Воображаемая логика. М.: Наука, 1989. С. 209—228.
- The Fate of One Forgotten Idea: N.A. Vasiliev and His Imaginary Logic // Studies in Soviet Thought, 1990, vol. 39. № 4. C. 333—344.
- Профессор Казанского университета Н. А. Васильев как учёный, мыслитель, создатель воображаемой логики. Казань: Изд-во Казан. ун-та, 1990.
- Shadow science in the Soviet Union // Philosophy and Social Action, 1991, vol. 17, N. 3-4. C. 89-99.
- Перевод, предисловие и комментарии к статье: Ж. ван Хейенорт. Ф. Энгельс и математика // Природа, 1991. № 8. С. 90-105.
- А. В. Васильев как учёный и общественный деятель // Васильев А. В. Николай Иванович Лобачевский (1792—1856). М.: Наука, 1992. С. 221—228 (с А. П. Юшкевичем).
- Charles Peirce’s Influence on Logical Ideas of N.A. Vasiliev // Modern Logic, 1992, vol. 3. № 1. P. 48-56.
- Pre- Post and Non-Godelian Philosophy of Mathematics // First International Symposium on Godel’s Theorems. Paris, 27-29 May, 1991. World Scientific: Singapore — New Jersey — London — Hong Kong, 1993, P. 50-61.
- К истории университетской философии и логики в учебных заведениях дореволюционной Казани // Начала, 1993. № 3. С. 61-72.
- Васильев Н. А.; Гавриил арх., Гуляев А. Д.; Ивановский В. Н. Смирнов А. И.; Снегирёв В. А.; Срезневский И. Е., Ягодинский И. И. // Философы России XIX—XX вв. М., Книга и бизнес, 1993. С. 37, 43, 56, 63, 72, 168, 169, 213.
- История логики и «университетской» философии в России. Взгляд из Казани // Modern Logic, 1994. Vol. 4, № 2. P. 109—147.
- The Imaginary Geometry of N.I. Lobachevsky and the Imaginary Logic of N.A. Vasiliev // Modern Logic, 1994. Vol. 4, № 2. P. 148—156.
- О феномене национализма на просторах СНГ: содержимое ящика Пандоры // Вестник МГУ. Сер. 18. 1995. № 2. С. 93-97.
- Прозрение: путь С. Я. Яновской в логике // Современная логика: проблемы теории, истории, применения в науке. СПб., Изд-во СПб. ун-та, 1996. С. 61-63.
- «Университетская» философия и логика в России XIX века в социальном контексте // Гуманитарная наука в России: соросовские лауреаты. М.: МНФ, 1996. С. 74-83.
- The Early History of Paraconsistent Logic: the Prerequisites of N.A. Vasiliev’s Imaginary Logic // First Congress on paraconsistency. 29 July — 2 August, 1997, Gent. Abstracts. Ghent, 1997. P. 53-54.
- Синдром айсберга. Предвыборная кампания в российской глубинке глазами участника // Открытая политика. № 10, 1997. С. 97-100.
- Сцилла и Харибда российской демократии: партийное строительство и федеративное устройство // Посев, 1998, № 9. С. 24-26
- О феномене национализма. Может ли Татария быть катализатором общероссийских тенденций? // Посев, 1998, № 10, С. 19-24, № 11. C. 13-16.
- «Умом Россию не понять…». Об одной точке зрения на содержание российских реформ // Вестник МГУ, сер.12, 1998, № 4, С.70 − 84. (с А. И. Прокопьевым).
- Каинки. Из истории одного поволжского села // Казань, 1998, № 9-10, C.54-58.
- Большое видится издалека? К оценке некоторых современных американских исследований России // Профессионалы за сотрудничество. Вып. 2, М., Янус-К, 1998, с. 277—286.
- Toward the Reconstruction of the Early History of Paraconsistent Logic: the Prereiqusites of N.A.Vasiliev’s Imaginary Logic // Logique et Analyse, 1998, Vol. 161—162 − 163, P.17 − 20.
- Toward a More Adequate Interpretation of Lobachevskii’s Scholarly Work // Atti della Fondazione Giorgio Ronchi, Vol. LIV, № 1, 1999, p. 125—139. (with A. Drago).
- Philosophy in Post-Soviet Russia (1992—1997): Background, Present State, and Prospects // Studies in East European Thought, 1999, vol. 15, № 4, p. 1−23.
- A Note on A. S. Panarin’s Revansh Istorii // Europe-Asia Studies, 1999, vol. 51, № 4, p. 679—684.
- К вопросу об особенностях ассимиляции крупных открытий в логике (исторический аспект) // Смирновские чтения. 2-я международная конференция. М., ИФРАН, 1999, с. 96-97.
- The Rationality of Russia and Rationality of the West // Rationalität und Irrationalität. Beitrage des 23 Internationalen Wittgenstein Symposiums. 13 − 19 August 2000. Kirchberg am Wechsel, 2000. Band 1. S. 58 − 63.
- The Origins and Emergence of Non-Classical Logic in Russia (Nineteenth Century until the Turn of the Twentieth Century)//Zwischen traditioneller und moderner Logik. Nichtklassische Ansätze. Mentis-Verlag, Paderborn, 2001, S. 205 − 217.
- Учёный и «век-волкодав». Судьба И. Е. Орлова в логике, философии, науке // Вопросы философии, 2001, № 11, с. 125—135.
- Возрождение архетипов? Антиглобализационные тенденции и факторы в России // Независимая газета (НГ-сценарии), 2001, 10 июня.
- Restoration: S.A.Yanovskaya’s Path in Logic // History and Philosophy of Logic, 2001, vol . 22, № 3, p. 129—133.
- «Мы — быстро меркнующее пламя и вновь пылающий пожар». Н. А. Васильев (1880—1940) // Судьбы творцов российской науки. М., 2002, С. 47 − 53.
- Коперник геометрии. Н. И. Лобачевский (1792—1856) // Судьбы творцов российской науки. М., 2002, С. 143—148.
- Профессор А. В. Васильев (1853—1929). Учёный, организатор науки, общественный деятель // Историко-математические исследования. 2002. — Вып. 7 (42). С.120-148.
- В. И. Шестаков и К. Шеннон. Разные судьбы творцов одной красивой идеи // Современная логика: проблемы теории, истории и применения в науке. СПб., 2002. С. 297—300 (с Л. И. Волгиным).
- «Вне логики времён…» Антиглобализационные тенденции и факторы в России // Европа (Варшава), 2002, № 2(3), с. 79 − 94.
- Рефлексия и современное науковедение // Рефлексивные процессы и управление, 2002, Т.2, № 2, с. 73 − 89.
- Владимир Керенский: жизненный путь и академическая карьера // Вече, 2003. Вып. 14. С. 88-99
- О стратегических принципах государственной политики в области науки // Науковедение, 2003, № 2 (18), с. 203—208.
- История логической мысли в Казанском университете // История экономической и философской мысли в Казанском университете. Казань: Изд-во Казан. ун-та, 2003. С. 160—184.
- The Scholar and the «Wolfhound Era»:The Fate of Ivan E. Orlov’s Ideas in Logic, Philosophy, and Science // Science in Context, 2003, vol. 16, № 4, p. 535 − 550.
- Умеренный априоризм и эмпиризм в эвристическом аспекте. Исторический контекст // Математика и опыт. М.: Изд-во Москов. ун-та, 2003, с.95-106.
- Как же всё-таки обустраивать Россию? Дискуссия между академиком РАН Р. И. Нигматулиным и профессором В. А. Бажановым // Вестник Российской академии наук, 2004, № 12.
- Партия и логика. К истории одного судьбоносного постановления ЦК ВКП(б) 1946 года // Логические исследования. 2005.
- В. И. Шестаков и К. Шеннон. Разные судьбы творцов одной красивой идеи // Вопросы истории естествознания и техники, 2005, № 2. С. 112—121.
- Logic and Ideologized Science Phenomenon (case of the USSR) // Essays in the Foundation of Mathematics and Logic. Vol. 1. Milano: Polimetrica, 2005. P. 25-36.
- Российские истоки неклассической логики: персоналии, идеи, социокультурный контекст // Логико-философские штудии-3. СПб: Изд-во СПбГУ, 2005. С. 3-12.
- Рождение философии науки в России // Вопросы философии, 2006, № 1, c. 128—134.
- Социальный климат и история науки. Парадоксы марксистской теории и практики // Epistemology & Philosophy of Science, 2007, Т. XI, № 1, С. 146—156.
- Логическая мысль России // Русская философия: Энциклопедия / Под общ. ред. М. А. Маслина. Сост. П. П. Апрышко, А. П. Поляков. — М.: Алгоритм, 2007. С. 301—303. Переводы на французский и сербский языки.
- Философия в Казанском университете //Русская философия: Энциклопедия/ Под общ. ред. М. А. Маслина. Сост. П. П. Апрышко, А. П. Поляков. — М.: Алгоритм, 2007. С. 606—608. (с А. Т. Павловым). Переводы на французский и сербский языки.
- Восприятие социально-философских идей Дж. Милля в России XIX — начала XX веков // Вопросы философии, 2007, № 11. С. 163—166.
- Bazhanov V.A. Non-Classical Stems from Classical: N. A. Vasiliev’s Approach to Logic and his Reassessment of the Square of Opposition // Logica Universalis, 2008, vol.2, № 1, p. 71 — 76.
- Bazhanov V.A. Social Milieu and Evolution of Logic, Epistemology, and the History of Science: The Case of Marxism// Epistemology and the Social / Ed. E. Agazzi, J. Echeverria, A.G. Rodriguez. Amsterdam — N.Y.: Rodopi, 2008. P. 157—169 (Poznan Studies in the Philosophy of the Sciences and the Humanities, № 96).
- Диалектические основания творчества И. Лакатоса // Вопросы философии, 2008, № 9, с. 147—157.
- Bazhanov V.A. Proof as an Ethical Procedure // Science and Ethics. The Axiological Contexts of Science / Eds. Agazzi E., Minazzi F. Bruxelles, Bern, Berlin, Frankfurt am Main, New York, Oxford, Wien. Peter Lang, 2008. P. 185—193.
- Bazhanov V.A. L’educazione come sistema complesso ed auto-evolutivo: il caso della Russia // Complessita dinamica dei processi educative. Appetti teorici e pratici. / A cura di F. Abbona, G. Del Re, G. Monaco (INVALSI). Milano, Franco Angeli, 2008. p. 194—199.
- Логическое сообщество в России и СССР. Преодоление эффекта «колеи» // Философские науки, 2009, № 4. C. 33-46, 74-76.
- И. Лакатос и философия науки в СССР // Эпистемология и философия науки, 2009, № 1. C. 172—187.
- Переосмысливая И. Лакатоса заново // Вопросы философии, 2009, № 8. C. 92-97
- О философии и её имитации в современной России с точки зрения историка и философа науки // Российская постсоветская философия: опыт самоанализа. «Specimina philologiae slavicae». Otto Sagner, Munchen, 2009 (ISSN 01701320; ISBN 3-86688-073-1; ISBN 978-3-86688-073-3). S.145 — 160.
- Логика в России и СССР (на трёх языках — русский, польский, английский) // Idee w Rosji. Tom 7, Lodz, 2009. S. 218—239.
- Воображаемая логика. С. 12; Деятельностный подход. С. 177; «Диалектики» и «механисты», С. 186—187; Доказательство. С. 209; Дополнительности принцип. С. 210; Идеологизация науки. С. 266; Логические исследования в России и СССР. С. 450—452; Психологизм и антипсихологизм. С. 774—775; Рефлексия. С. 828—829; «Фундаментальные проблемы теория истины». С. 1101 // Энциклопедия эпистемологии и философии науки. М.: Канон+, 2009;
- Bazhanov V.A. It’s Not Given Us to Foretell How Our Words Will Echo Through the Ages: The Reception of Novel Ideas by Scientific Community // Principia (Special Issue in honor of NEWTON C. A. DA COSTA on the occasion of his 80th birthday), 2009, vol. 13 (2), pp. 129–135.
- Свободное научное творчество и его имитация в отечественной философии // Эпистемология и философия науки, 2010, Т. 23. № 1, с. 111—125.
- Н. А. Васильев как мыслитель. К 100-летию открытия воображаемой логики // Вопросы философии, 2010, № 6, с. 103—113.
- О роли идей И. Канта в развитии логики и университетской философии в России // Кантовский сборник. 2010, № 2 (32). С. 52 — 59.
- Bazhanov V.A. A logical Analysis of Lobachevsky’s geometrical Theory // Atti della Fondazione Giorgio Ronchi. Anoo LXIV, № 4 (Luglio-Agosto), 2010. p. 453—481 (with A.Drago).
- Russia’s Philosophical Community at the First Decade of the XXI Century and the Problem of Simulation of Philosophical Research, in: Dimitri Ginev (Hrsg.), Die Geisteswissenschaften im europдischen Diskurs", Band 2: Osteuropa, StudienVerlag: Wien/Innsbruck 2010, pp. 53–64. ISBN 978-3-7065-4657-7.
- Философия науки в контексте современных теоретико-познавательных идей // Философия познания: к юбилею Людмилы Александровны Микешиной : [сб. ст. / сост.: Т. Г. Щедрина, И. Н. Грифцова; науч. ред. и авт. предисл. Т. Г. Щедрина]. — М. : РОССПЭН, 2010. — 663 с. — (Humanitas / редкол.: Л. В. Скворцов (пред.) [и др.]). 1500 экз. — ISBN 978-5-8243-1495-3. C. 618—623.
- Математическое доказательство как форма апелляции к научному сообществу // Эпистемология и философия науки, 2011. Т. XXVIII, № 2. С. 36 — 54.
- Доказательство; Рефлексия // Энциклопедический словарь по эпистемологии. М.: Альфа-М. 2011. С. 73-74; С. 312—313.
- THE DAWN OF PARACONSISTENCY: RUSSIA’S LOGICAL THOUGHT IN THE TURN OF XX CENTURY // Manuscrito — Rev. Int. Fil., Campinas, v. 34, n. 1, p. 89-98, jan.-jun. 2011.
- Mathematical Proof As a Form of Appeal to a Scientific Community // Russian Studies in Philosophy, vol. 50, no. 4 (Spring 2012), pp. 52 −72.
- О классификации подходов к определению псевдонауки: традиции и новации // // Эпистемология и философия науки, 2012. Т. XXX, № 1, с. 174—191 (с А. М. Конопкиным).
- Можно ли утверждать наличие эвристического влияния имяславия на математику? // Вопросы истории естествознания и техники, 2012, № 3, с. 124—133.
- Н. А. Васильев. Философ и родоначальник неклассической логики // Философские науки, 2012, № 5. С. 116—120.
- Are There Elements of Dialectics in David’s Hume Thought? //The Philosophical Age. Almanac 37. David Hume and Northern Europe. St. Petersburg Center for the History of Ideas. St. Petersburg — Helsinki, 2012. P. 21 — 28.
- КАНТИАНСКИЕ МОТИВЫ В ЛОГИКЕ И ФИЛОСОФИИ НАУКИ. ИДЕЯ ЕДИНСТВА АПРИОРНОГО И ЭМПИРИЧЕСКОГО ЗНАНИЯ // Кантовский сборник, 2012, № 3. С. 18-25.
- Логика в России и Православная церковь // Логические исследования. Вып. 18. 2012. С. 5-25.
- Abstractions and Scientific Knowledge Representation // Epistemologia, 2013, vol. XXXVI, pp. 74 – 80.
- Логическое образование в России // Философские науки, 2013, № 3 . С. 98 — 109 (в соавт. с В. И. Маркиным).
- The Logical Community in the USSR and Modern Russia: The Furrow Syndrome // 'Logic in Central and Eastern Europe History, Science, and Discourse. University Press of America 2013. P. 65- 72.
- Русские факторы в ассимиляции логического позитивизма и философии науки в Америке // Вопросы философии, 2013, № 11. С. 149—154.
- Математическое доказательство в социальном аспекте // Доказательство. Труды Московского семинара по философии математики / Под ред. В. А. Бажанова, А. Н. Кричевца, В. А. Шапошникова. М.: Издательская группа URSS, 2013. С. 41-59.
- Книга В. И. Ленина «Материализм и эмпириокритицизм» и развитие теории познания и философии науки в XX веке // Русский марксизм: Георгий Валентинович Плеханов, Владимир Ильич Ульянов (Ленин). М.: РОССПЭН, 2013. С. 291—302.
- Разновидности и противостояние реализма и антиреализма в философии математики. Возможна ли третья линия? // Вопросы философии, 2014, № 5. С. 52 — 64.
- Epistemological contributions to the study of science in the latter days of the USSR: rethinking orthodox Marxist principles// Studies in East European Thought. 2015. № 1-2. P. 111 — 121.
- Реализм, антиреализм и идея третьей линии в философии математики // Математика и реальность. Труды Московского семинара по философии математики /Ред. В. А. Бажанов, А. Н. Кричевец, В. А. Шапошников. М.: Изд-во Москов. ун-та, 2014. С. 231—252.
- Современная культурная нейронаука и природа субъекта познания: логико-эпистемологические измерения // Epistemology & Philosophy of Science, 2015. № 3. С. 133—149.
- Russian Origins of Non-Classical Logics // Modern Logic 1850—1950, East and Wes (Studies in Universal Logic) / Eds. Francine F. Abeles , Mark E. Fuller. Springer; Birkhauser, 2016. pp. 197–203.
- Социально-культурная революция в нейронауке: новые грани кантианской программы // Вопросы философии, 2016, № 8. С.126—137.
- Дилемма психологизма и антипсихологизма // Epistemology & Philosophy of Science, 2016. № 3. С. 6—16.
- Постсоветский марксизм в советскую эпоху: деятельностный подход к анализу науки // Epistemology & Philosophy of Science, 2018.

## Переводы с английского языка
- Н. да Коста, Д. Маркони, Л. Пюга (Методологический анализ оснований математики. М.: Наука, 1988. С. 135—142; Философские науки. 1989,№ 9. С. 54-62.)
- Ж. ван Хейенорт (Природа, 1991, № 8)
- Б. Рассел. Теория и практика большевизма (гл. "Встречи с Лениным, Троцким и Горьким").
- И. Анеллис. История одной "Тонкости": от Бохеньского до Яновской и ван Хейенорта (Единство онтологии, теории познания и логики. Уфа, 1996).
- А. Пшеворский Демократия и рынок. Политические и экономические реформы в Восточной Европе и Латинской Америке. — М.: РОССПЭН, 1999. — 320 с.
- П. Вейнгартнер (Фундаментальные проблемы теорий истины. М.: РОССПЭН, 2005. — 352 с.)
- Глава из кн. И. Лакатоса «Доказательства и опровержения». Дедуктивистский versus эвристический подход // Эпистемология и философия науки, 2009, № 2. C.210 — 225.
- И. Лакатос. Процедуры доказательства в современном математическом анализе// Вопросы философии, 2009, № 8. С. 97 — 100.